# Boheme
 For alternative betydninger, se Boheme (flertydig). (Se også artikler, som begynder med Boheme)
En boheme har en afslappet livsstil, som ikke er bundet af samfundets normer og regler. Puccinis opera La Bohème handler om en bohemeverden på fire frie sjæle: En filosof, en musiker, en kunstmaler og en digter. Ordet "boheme" kommer af fransk Bohême, Bøhmen, og blev fra 1800-tallet benyttet om grupper af kunstnere, forfattere, radikale og andre med en livsstil ubundet af tidens småborgerlige konventioner og normer, hvad de selv var stolte af. Betegnelsen er hentet fra romanen Scènes de la vie de Bohème (fransk skelner mellem Bohême (Bøhmen) og bohème (boheme)) af H. Murger (udgivet i 1845). Man regnede den gang Bøhmen som romaernes hjemland, og "bohemer" mentes at leve på tilfældig romaagtigt vis.

## Bohemer i Norden
I Sverige fik man "Klara-bohemen" (opkaldt efter Klara-kvarteret i Stockholm). I Norge "Kristiania-bohemen" beskrevet i Hans Jægers selvbiografiske Fra Kristiania-bohemen, som blev beslaglagt i 1886. 
Hans Jæger udmærkede sig med sine "ni bud" for, hvordan en boheme skal leve sit liv, affattet med hans højst private retskrivning: "1. Du skal skrive dit eget liv. 2. Du skal overskjære dine familjerødder. 3. Man kann seine Eltern nie schlecht genug behandeln. (= Man kan ikke behandle sine forældre dårligt nok) 4. Du skal aldri slaa din næste for mindre enn fem kroner. 5. Du skal hade og foragte alle bønder, saasom: Bjørnstjerne Bjørnson, Kristofer Kristofersen og Kolbenstvedt. 6. Du skal aldri bære celluloidmansjetter. 7. Aflad aldri med at gjøre skandale i Christiania theater. 8. Du skal aldri angre. 9. Du skal ta livet a dei." 

## Bohemer i USA
I Massachusetts oprettede en gruppe utopiske bohemer i juni 1843 et landbrugskollektiv, de kaldte Fruitlands (= Frugtlande).  De erklærede sig helt uinteresserede i penge; arbejdet skulle være et mål i sig selv. De ville kun dyrke nok til at nære kroppen og ellers bruge tiden til lyrik, malerkunst, natur og romantisk kærlighed. De gik ikke med bomuldstøj, fordi bomuld blev plukket af slaver. De spiste hverken kød eller mælkeprodukter. Kun noget, der voksede i luften, som nødder og æbler. Kartofler og gulerødder peger nedad i jorden og stod ikke på menuen. Allerede i januar 1844 måtte kollektivet opløses pga. sult. Grundlæggeren Bronson Alcott havde erklæret, at kollektivets mål var "at være, ikke at gøre". Ralph Waldo Emerson, der havde mødt Alcott i Boston et par år forinden, sagde om Fruitlands' medlemmer: "Hele deres anskuelse var åndelig, men de endte altid med at sige: "Kunne du lige sende lidt flere penge?"" 
I 1917 besluttede seks kunstnere at trække sig tilbage fra det borgerlige liv og etablere "Den frie og demokratiske republik Greenwich Village", som skulle vie sig til kunst, kærlighed, skønhed og cigaretter. Som en manifestation klatrede gruppen op på Washington Square Arch, drak whiskey, affyrede løse skud og læste en uafhængighedserklæring op, som i sin helhed bestod af ordet whereas (= idet) gentaget i rask rækkefølge. "Vi var radikale tilhængere af hvad som helst – så sandt det var tabu i Midtvesten."  Men det eneste resultat af revolutionen på Washington-pladsen var, at døren nederst i triumfbuen, hvor kunstnerne havde sneget sig forbi vagtmanden, blev låst. 

## Populærkultur
Ordet indgår i navnet på Sebastians LP 80'ernes Boheme (1983).